# Trofeu Laigueglia 2023
El Trofeu Laigueglia 2023 va ser la 60a edició del Trofeu Laigueglia. Es disputà l'1 de març de 2023 sobre un recorregut de 201,3 km amb sortida i arribada a Laigueglia, a la Ligúria. La cursa formava part de l'UCI ProSeries amb una categoria 1.Pro.
El vencedor final fou el francès Nans Peters (AG2R Citroën Team) que s'imposà en solitari en l'arribada a Laigueglia. El seu company d'equip Andrea Vendrame fou segon i Alessandro Covi (UAE Team Emirates) tercer.

## Equips
L'organització convidà a 20 equips a prendre part en aquesta cursa: nou de categoria WorldTeams, sis de categoria ProTeam i cinc equips continentals.
| WorldTeams (9)- AG2R Citroën Team - Cofidis - EF Education-EasyPost - Groupama-FDJ - Ineos Grenadiers - Intermarché-Circus-Wanty - Arkéa-Samsic - Trek-Segafredo - UAE Team Emirates ProTeams (6)- Bingoal WB - Team Corratec - Eolo-Kometa - Green Project-Bardiani CSF-Faizanè - Lotto Dstny - Team Novo Nordisk Equips continentals (5)- Beltrami TSA-Tre Colli - Biesse-Carrera - Colpack Ballan - General Store-Essegibi-F.lli Curia - Team Technipes #inEmiliaRomagna |
| |

## Classificació final
| \| Classificació general \| Classificació general \| Classificació general \| Classificació general \| Classificació general \| \| Corredor \| Corredor \| Equip \| Temps \| \| \| --------------------- \| --------------------- \| ------------------------ \| --------------------- \| --------------------- \| \| 1r \| Nans Peters \| AG2R Citroën Team \| 5h 08' 28" \| \| \| 2n \| Andrea Vendrame \| AG2R Citroën Team \| + 46" \| \| \| 3r \| Alessandro Covi \| UAE Team Emirates \| + 46" \| \| \| 4t \| Lorenzo Rota \| Intermarché-Circus-Wanty \| + 46" \| \| \| 5è \| Clément Champoussin \| Arkéa-Samsic \| + 46" \| \| \| 6è \| Romain Grégoire \| Groupama-FDJ \| + 46" \| \| \| 7è \| Alexander Cepeda \| EF Education-EasyPost \| + 50" \| \| \| 8è \| Benoît Cosnefroy \| AG2R Citroën Team \| + 1' 33" \| \| \| 9è \| Diego Ulissi \| UAE Team Emirates \| + 1' 46" \| \| \| 10è \| Georg Zimmermann \| Intermarché-Circus-Wanty \| + 1' 55" \| \| |                     |                          |            |
| |                     |                          |            |
| Font: ProCyclingStats |                     |                          |            |
| Classificació general |                     |                          |            |
| Corredor | Corredor            | Equip                    | Temps      |
| 1r | Nans Peters         | AG2R Citroën Team        | 5h 08' 28" |
| 2n | Andrea Vendrame     | AG2R Citroën Team        | + 46"      |
| 3r | Alessandro Covi     | UAE Team Emirates        | + 46"      |
| 4t | Lorenzo Rota        | Intermarché-Circus-Wanty | + 46"      |
| 5è | Clément Champoussin | Arkéa-Samsic             | + 46"      |
| 6è | Romain Grégoire     | Groupama-FDJ             | + 46"      |
| 7è | Alexander Cepeda    | EF Education-EasyPost    | + 50"      |
| 8è | Benoît Cosnefroy    | AG2R Citroën Team        | + 1' 33"   |
| 9è | Diego Ulissi        | UAE Team Emirates        | + 1' 46"   |
| 10è | Georg Zimmermann    | Intermarché-Circus-Wanty | + 1' 55"   |